# Юдзаки, Цунэя
Цунэя Юдзаки (яп. 勇崎恒也 Ю:дзаки Цунэя), 10 февраля 1941, Хоккайдо, Япония) — японский хоккеист (хоккей на траве), защитник.

## Биография
Цунэя Юдзаки родился 10 февраля 1941 года в японской префектуре Хоккайдо.
В 1960 году вошёл в состав сборной Японии по хоккею на траве на Олимпийских играх в Риме, занявшей 14-е место. Играл на позиции защитника, провёл 5 матчей, мячей не забивал.
В 1964 году вошёл в состав сборной Японии по хоккею на траве на Олимпийских играх в Токио, поделившей 7-8-е места. Играл на позиции защитника, провёл 7 матчей, забил 1 мяч в ворота сборной Австралии.
В 1968 году вошёл в состав сборной Японии по хоккею на траве на Олимпийских играх в Мехико, занявшей 13-е место. Играл на позиции защитника, провёл 8 матчей, мячей не забивал.